# Gandhi-Irwin-Pakt
Der Gandhi-Irwin-Pakt ist ein politisches Abkommen, welches 1931 zwischen Mahatma Gandhi und dem britischen Vizekönig von Indien für das gesamte Britisch-Indien geschlossen wurde.
Am 17. Februar 1931 kam es zu einem Treffen von Gandhi mit Lord Irwin, dem Vizekönig von Indien. Nach 16-tägigen Verhandlungen, welche daran anschließend im neuen Palast des Vizekönigs stattfanden, wurde der Gandhi-Irwin-Pakt am 5. März 1931 bekannt gegeben. Es sollte die Freilassung der Gefangenen des Salzmarsches von 1930 erfolgen (fast 50.000 Personen), gegen die Zusage Gandhis, den zivilen Ungehorsam zu beenden und an der zweiten Round-Table-Konferenz in London teilzunehmen.